# マーク・スピッツ
マーク・アンドリュー・スピッツ（Mark Andrew Spitz、1950年2月10日 - ）は、アメリカ合衆国・カリフォルニア州モデスト出身のアメリカ人男子競泳選手。
1972年ミュンヘンオリンピックで当時史上最多となる1大会7個の金メダルを獲得した。2008年北京オリンピックでマイケル・フェルプスが8個の金メダルを取るまで30年以上記録を維持していた。

## 経歴
スピッツは1972年ミュンヘンオリンピックにおいて以下の7種目で金メダルを獲得し、かつ全ての種目で当時の世界新記録をマークした。オリンピック1大会の金メダル獲得数はフェルプスに破られたものの、世界記録樹立数は並んでいる。
- 100m 自由形
- 200m 自由形
- 100m バタフライ
- 200m バタフライ
- 400m フリーリレー
- 800m フリーリレー
- 400m メドレーリレー

スピッツが生涯獲得した金メダル数9個は同じ競泳のフェルプスに2008年北京オリンピックで抜かれるまでは最多タイで、現在は体操のラリサ・ラチニナ、陸上のパーヴォ・ヌルミ、陸上のカール・ルイス、陸上のウサイン・ボルトと並ぶ2位タイ記録である。1968年のメキシコオリンピックの前にすでにいくつもの世界記録を持っていたスピッツは、大胆にもオリンピックで6つの金メダルを取ると宣言した。しかし、スピッツが取れた金メダルは結局2つのリレーだけで、メドレーリレーでは代表となることはできず、100mバタフライでは銀メダル、100m自由形では銅メダルに終わった。スピッツはこの失敗をバネに6つの金メダル獲得のため努力し、結果的には7個の金メダルを次のミュンヘン五輪で取ることになった。

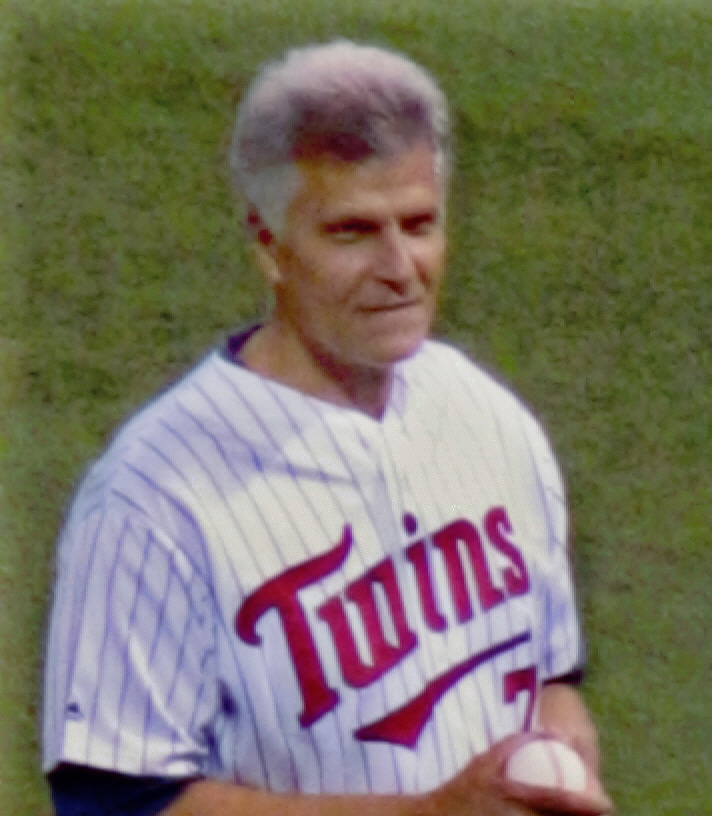
マーク・スピッツ、2008年

2012年4月、スピッツは他の元オリンピックアメリカ代表選手とともに、サムスン電子のフェイスブックに無許可で個人情報を掲載されたと訴えを起こした。
2016年8月、リオデジャネイロオリンピックに、ジョン・フォーブズ・ケリー国務長官を団長、ホワイトハウス当局者や国務省幹部等で構成する米政府代表団に加わって、開会式に派遣された。